# Nuctech Company
Nuctech Company, Ltd (同方威视技术股份有限公司, voorheen 威视股份) is een Chinees staatsbedrijf voor beveiligingsinspectieproducten, onder andere röntgenscanners en detectiesystemen voor drugs en explosieven. Het is opgericht in 1997 als een zijtak van de Tsinghua-universiteit.
Het bedrijf stond tot 2008 onder leiding van Hu Haifeng, zoon van de voormalige secretaris-generaal van de Chinese Communistische Partij Hu Jintao. Latere voorzitters waren onder meer Rong Yonglin en Zhou Liye; de huidige voorzitter is Chen Zhiqiang. Het moederbedrijf van Nuctech Company, Tsinghua Tongfang, wordt gecontroleerd door de China National Nuclear Corporation, een staatsbedrijf dat het Chinese ontwikkelingsprogramma voor civiele en militaire nucleaire brandstof beheert.

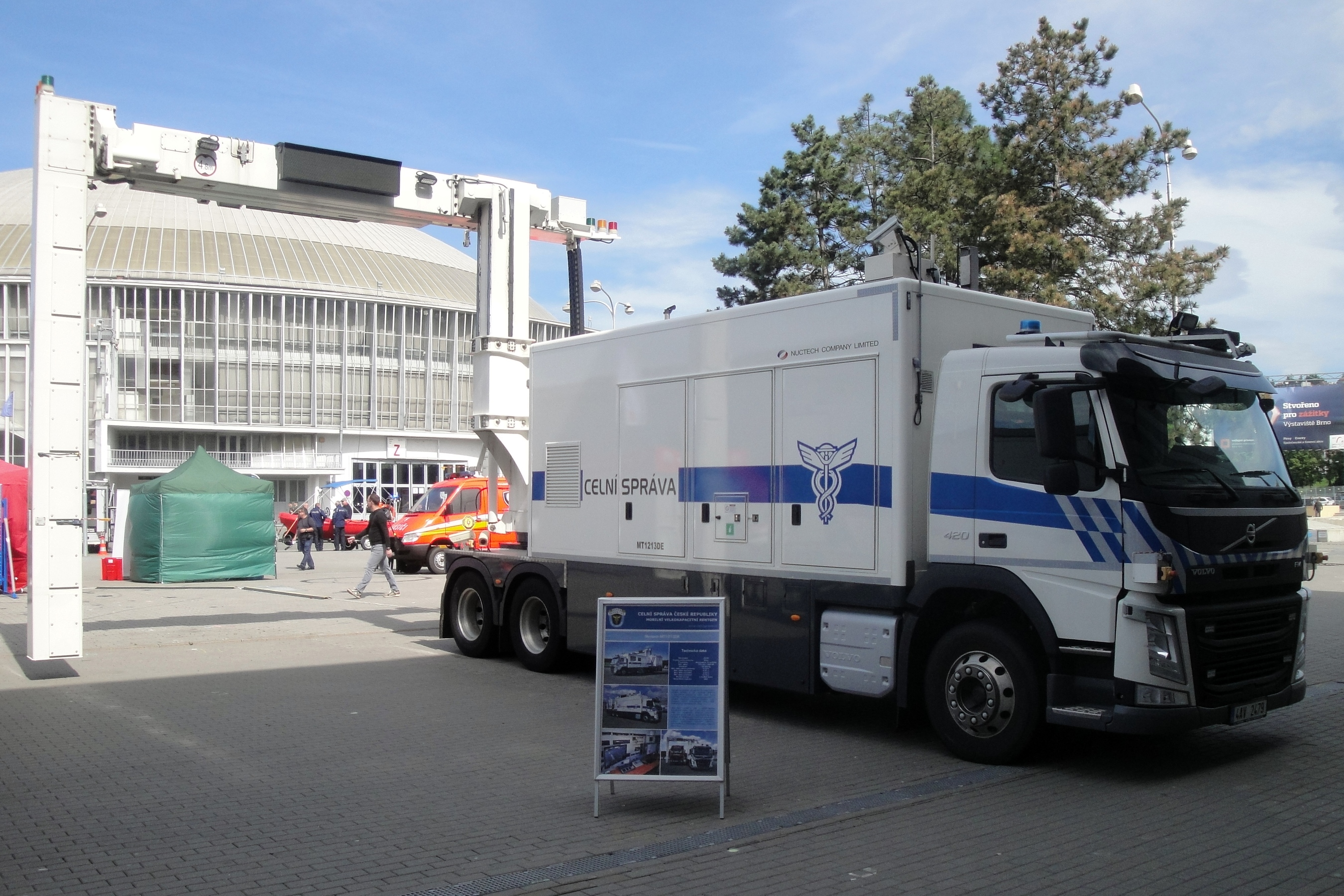
Mobiele röntgenscanner van Nuctech, in gebruik bij de Tsjechische douane.

Het staatseigendom van het bedrijf, de militaire banden en de banden met de Chinese Communistische Partij hebben aanleiding gegeven tot bezorgdheid van andere landen over het verlenen van controle over de strategische veiligheidsinfrastructuur.